# Dimityr Marinow

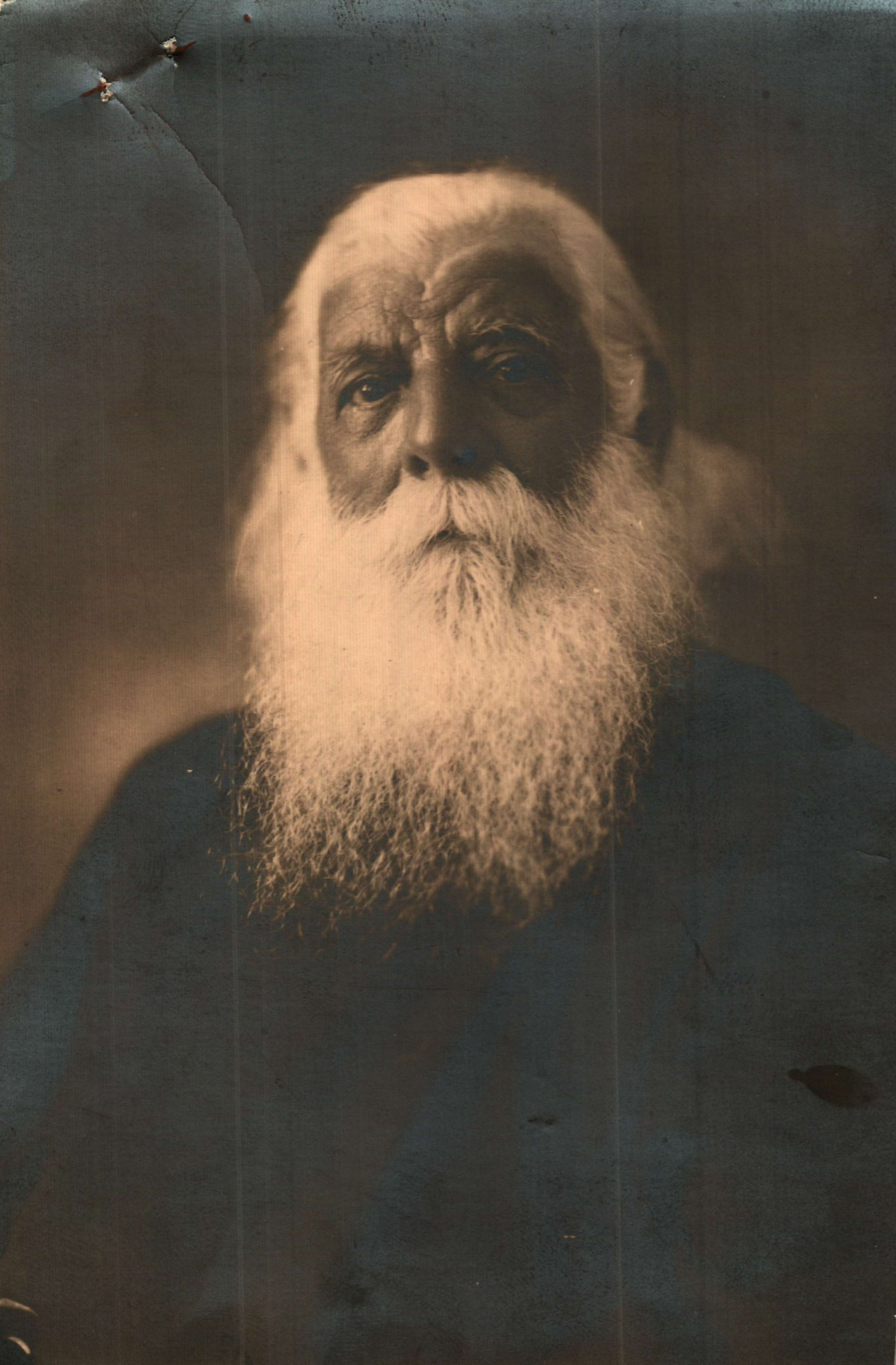
Dimityr Marinow

Dimityr Marinow, eigentlich Dimityr Marinow Bonew, (bulgarisch Димитър Маринов; * 14. Oktober 1846 in Wyltschedrym; † 10. Januar 1940 in Sofia) war ein bulgarischer Ethnograph.

## Leben
Marinow gab von 1891 bis 1914 die Zeitschrift Shiwa Strana heraus. Er veröffentlichte in der Zeitschrift ethnographische Abhandlungen. Im Jahr 1906 wurde er der erste Direktor des Ethnographischen Museums in Sofia. Marinow sammelte insbesondere Volkstrachten aus dem nordwestlichen Teil Bulgariens.